# Вторая клятва при Акабе
Аллах, поистине, купил у верных

И души их, и их добро,

(Платя) взамен им райским Садом.

Они сражаются на промысле Аллаха;

Разя врагов, и сами сражены бывают,

Как обетовано по Истине Его

Через Закон, Евангелие и Коран.

А кто в обетовании верней Аллаха!

Ликуйте же от выгодного торга,

Который с Ним вы заключили!

Сие — великая удача.
Вторая клятва при Акабе (араб. بيعة العقبة الثانية‎) — присяга, которую произнесли 75 мединских мусульман (73 мужчины и 2 женщины) пророку Мухаммеду в 622 году. Мединцы поклялись защищать его, а также его приближенных используя оружие. Это событие получило название «второй клятвы Акабы» или «присяги войны». Некоторые западные исламоведы считали, что в Акабе была только одна встреча, так как ат-Табари упомянул только первую — «присягу женщин». О второй присяге при Акабе говорится в 111 аяте суры Ат-Тауба.

## История
В 621 году во время паломничества, 10 хазраджитов и 2 аусита из Медины в местечке под названием Акаба дали ему клятву верности Пророку и признали его главенство. Это событие получило название «первой клятвы Акабы» или «присяги верующих женщин». Через год на паломничество приехало 500 мединцев, среди которых было 75 мусульман (включая двух женщин). Они тайно встретились с Пророком и поклялись защищать его, а также его приближенных используя оружие. После этих событий началось переселение мусульман из Мекки в Медину (хиджра).
По окончании присяги пророк Мухаммед обменялся рукопожатием с каждым присягнувшим, за исключением женщин, которым он говорил: «Идите, ваша клятва принята!».

## Участники
- Абдуллах ибн Раваха
- Абу Айюб аль-Ансари
- Амр ибн аль-Джамух[4]
- Убайй ибн Каб
- Муаз ибн Джабаль